# Egnatioides xinjiangensis
Egnatioides xinjiangensis är en insektsart som beskrevs av Liu, Jupeng 1983. Egnatioides xinjiangensis ingår i släktet Egnatioides och familjen gräshoppor. Inga underarter finns listade i Catalogue of Life.